# Michael Stolt
Michael Stolt (Uppsala, 27 febbraio 1961) è un bassista svedese naturalizzato statunitense, noto prevalentemente per la sua militanza nei The Flower Kings.

## Biografia
La sua attività inizia nel 1983, quando fonda la band rock progressivo Spellbound. La band si sciolse nel 1988 . 
Nel 1994, insieme a suo fratello, il chitarrista Roine Stolt, fondò i Flower Kings. Dopo aver inciso tre album con la band, decise di abbandonare il gruppo per dedicarsi ad altri progetti, mentre nel 1995 inizia la carriera solista.
Dopo aver fondato la band Desperato, poi abbandonata nel 2014, decise di unirsi al supergruppo Telergy.
Nel 2021 si è unito nuovamente ai Flower Kings.

## Discografia

### Solista
- 1995 - Följ Dina Drömmar
- 2007 - Diamanter 90 Talet
- 2015 - En Hedonist Utan Skam

### Con i The Flower Kings
- 1996 - Retropolis
- 1997 - Stardust We Are (1997)
- 1999 - Flower Power

### Con gli Spellbound
- 1984 - Breaking the Spell
- 1985 - Rockin Reckless